# Ivan Paurević
Ivan Paurević, né le 1er juillet 1991, est un footballeur croate évoluant au poste de milieu de terrain au Riga FC.

## Biographie
Il est sélectionné en équipe de Croatie des moins de 19 ans, puis joue avec les espoirs croates.
Avec le FK Oufa, il dispute 120 matchs en première division russe, inscrivant onze buts.